# ياسين باي

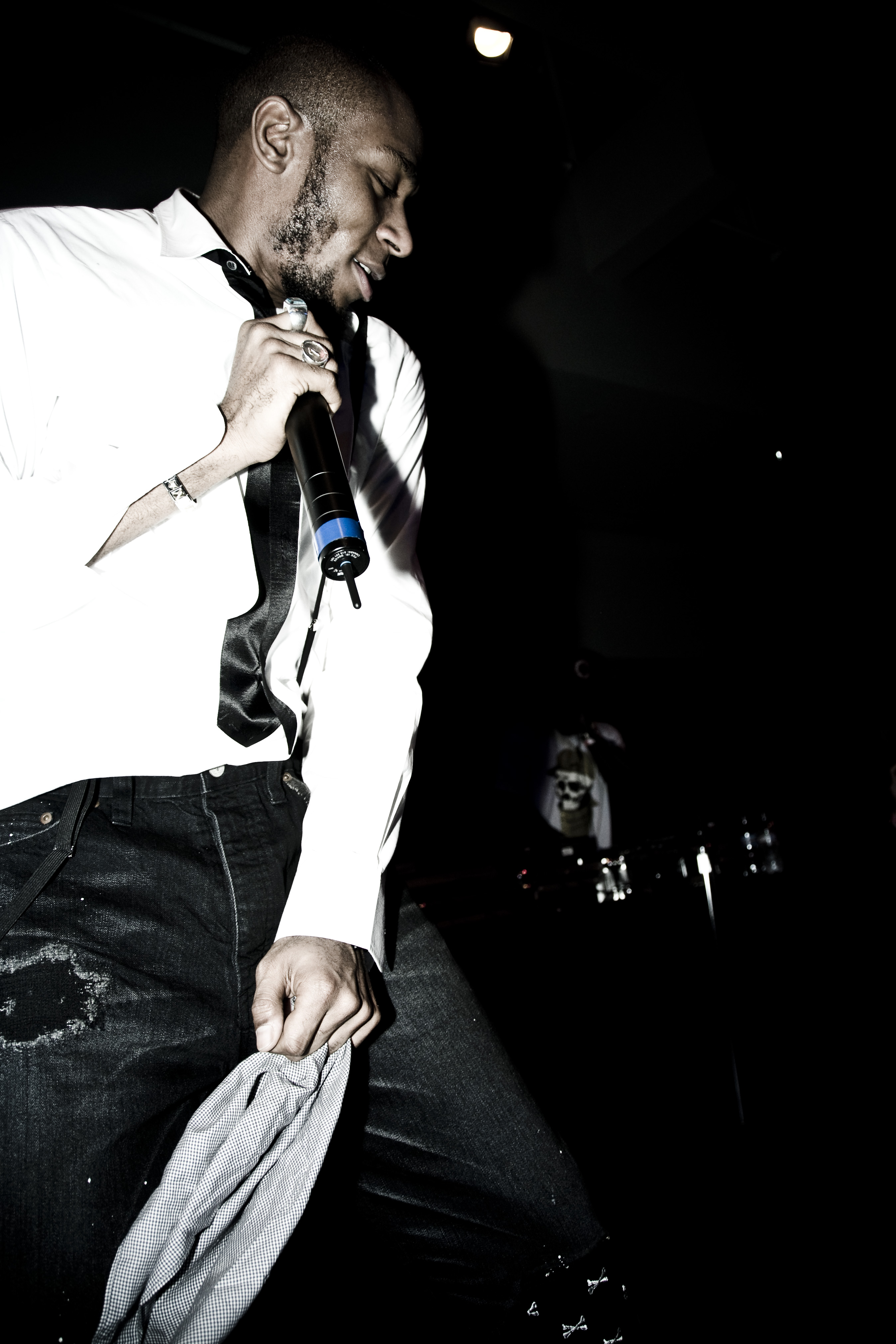
موس ديف

ياسين باي واسمه دانتي تيريل سميث (ولد في 11 ديسمبر 1973) هو مغن وممثل أميركي كان يلقب موس ديف (بالإنجليزية: Mos Def)‏. بدأ حياة الهيب هوب في مجموعة تسمى ايربن ثيرمو ديناميكس، وظهر بعدها على ألبومات عن طريق Da Bush Babees وDe La Soul. وكون دويتو بلاك ستار (النجم الأسود)، والذي أطلق الألبوم بلاك ستار في 1998 مع طالب كويلي. وكان قوة رئيسية في فرقعة الاندرجراوند هيب هوب في أواخر عام 1990 تحت رعاية راوكس للتسجيلات. وباعتباره فنان سولو، فإنه أطلق ألبومات «أسود على الجانبين» عام 1999، و«الخطر الجديد» في 2004، و«السحر الحقيقي» في 2006، وEcstatic في 2009.
في البداية عُرف ديف بنتاجه الموسيقي، وساعد ظهور أعماله منذ بداية عام 2000 في تأسيسه كواحد من عدد قليل جداً من مطربي الراب الذين حصلوا على موافقات نقدية لعملهم الفعال.كما أنه له دور فعال أيضاً في العديد من القضايا الاجتماعية والسياسية وكان صوته مسموع خصوصاً في أعقاب اعصار كاترينا عام 2005.

## نشأته
وُلد موس ديف دانتي تيريل سميث في منازل روزفلت في بيدفورد - ستايفسنت، بروكلين، نيويورك،  وهو ابن داريل تولير.وله اثنين من الأخوة الأصغر سنا وهم، عبد الرحمن (المعروف أيضا باسم «رجل الميدالية الذهبية،» (وهو يعتبر دي جي موس بدوام كامل) وأنور سوبر ستار. كما أن له اخت صغرى، وهي سيس (كاسي) سميث.وبالإضافة إلى ذلك فهو لديه أخ أصغر أخر وهو جيرمون فيكتور الذي بقي في بروكلين، وهو أخوه من نفس الأم أومي سميث. واعتنق كل من موس ديف واخونه دين الإسلام. أعتنق موس ديف الإسلام لأول مرة في سن الـ 13 عن طريق والده. وأعلن إسلامه في سن الـ 19 بعد التعرف على مغني الراب المسلمين مثل علي شهيد محمد وكيو- تب من مجموعة A Tribe المعروفة باسم كويست.

## حياته الموسيقية
بدأ موس ديف مشواره مع الموسيقى في عام 1994 في فرقة لم تدم طويلاً وهي «اوربان ثيرمو ديناميكس» مع أخوه الأصغر D.c.Q واخته الصغرى سيس.وعلى الرغم من تعاقده مع تسجيلات بايدر، أطلقت الفرقة أغنيتين فقط، ولم يُطلق ألبومهم الأول مانيفست ديستني حتى عام 2004، عندما تم توزيعه بواسطة Illson ميديا. في عام 1996، برز موس ديف كفنان سولو وعمل مع دي لا سول ودا بوش بيبيس، قبل إطلاق ألبومه المفرد الأول، «يونيفيرسال ماجنيتيك.» والذي سبب ضجة كبيرة. [بحاجة لمصدر]
وقع موس ديف عقداً مع راوكس للتسجلات وكون فرقة بلاك ستار مع طالب كويلي.وأصدروا ألبوم، موس ديف وطالب كويلي نجوم سوداء «بلاك ستارز»، عام 1998. وغالباً تم إنتاجه بواسطة هاي تك، وتميز الألبوم بأغانيه المفردة الناجحة، التنفس واوضوح، والتي كان من الممكن أن تستمر لتوضع ضمن قائمة VH1's 100 لأفضل أغاني الهيب هوب. أطلق موس ديف ألبومه الأول «أسود على الجانبين» عام 1999، من خلال راوكس أيضاً. وفي نفس الوقت تقريباً، ساهم أيضاً في ألبوم سكريتي بوليتي Anomie & Bonhomie ومجموعة راوكس: مسلسل ليركس لونج ومسلسل ساوند بومبنج.
بعد انهيار راوكس، وقع ديف لشركة انترسكوب/جيفين للتسجيلات، والتي قامت بإطلاق ألبومه الثاني "الخطر الجديد" عام 2004. واحتوى البوم الخطر الجديد على مزيج من عدة أنواع موسيقية، مثل السول، والبلوز، والروك اند رول، والتي كان يؤديها مع فرقته الروك بلاك جاك جونسون، التي كانت تحتوى على أعضاء من فرق باد برينز وليفينج كلر. واستملت نوعيات الأغاني على "الجنس، والحب والمال، بجانب "Ghetto Rock"؛ واستمرت هذه الأغنية الأخيرة في تسلم العديد من ترشيحات جوائز الجرامي عام 2004.
تلقى موس ديف بعض النقد من معجبيه حول "keeping it real" بعد ظهوره في الإعلان التجاري الذي أيد استخدام سيارات جي ام سي دينالي الرياضية.
تم إطلاق ألبوم موس ديف الفردي الأخير «السحر الحقيقي» بهدوء لشركة جيفين للتسجيلات في 29 ديسمبر 2006.يتمبز إنتاج ألبوم «السحر الحقيقي» عن النبتونز، وريتش هاريسون، ومينيسوتا، بين الأخرى ن.وتم إطلاق الألبوم في حافظة خالية ولايوجد على الغلاف أية رسومات. ولم تروج شركة جيفين ولا حتى موس ديف نفسه للألبوم على الإطلاق، والذي كان هو السبب الرئيسي في هبوط الألبوم تحت الرادار.
تعتبر أغنية «الجريمة والدواء» هي جوهرة غطاء من أغنية GZA عام 1995 «ليكويد سوردس»، على الرغم من أنها تحتوي على نظم مختلفة.كما أن المسار "Undeniable" عاين إصدار تأليف باريت سترونج/نورمان وايتفيلد «رسالة من رجل أسود». تستخدم أغنية «يوم الدولار» نفس ايقاع مثل "Nolia Clap" لجونفيلا.
ذكرت قناة ام تي في أن هذا الألبوم لايعتبر نسخة كاملة، ولكنه دعابة/ترويجية لأول مرة. سوف تُطلق النسخة الجديدة من الالبوم في ربيع 2007، مع الأغاني المحدثة والغلاف الفني.ومع ذلك، في 17 تشرين الأول، 2007، نشرت Okayplayer، من خلال مناقشاتها مع مدير موس ديف، أن هذه الشائعات لأساس لها من الصحة.فكان من المقرر ان يطلق الـ CD بدون دعاية أو غلاف فني، بناءً على طلب موس ديف، ولن يكون هناك إعادة إطلاق مستقبلة.
في 7 نوفمبر 2007، قام موس ديف بإحياء حفلة مباشرة في سان فرانسيسكو في مكان يسمى ميزانين. وتم تسجيل هذا الأداء من أجل دي في دي «ليف ان كونسرت» القادم. وخلال هذا الأداء أعلن موس ديف بانه سوف يقوم بإطلاق ألبومه الجديد المسمى The Ecstatic «المنتشي».وقام بغناء عدد من أغانيه الجديدة: وفي عروض تالية لذلك، قام ديف بمراجعة أغانيه المنتجة من قبل ميديب وتردد انه ذاهب لكيني ويست من أجل المواد الجديدة.وذكر منتج وصديق ديف Poet Al Be Back أنه سوف يقوم بالإنتاج أيضاً. وصدر الألبوم في 9 يونيو، 2009؛ وفور إطلاقه قامت شركة ميديب للإنتاج فقط بعمل تقطيع، جنبا إلى جنب مع المسارات بواسطة بريسيرفيشن، وذانبتونز، ومستر. فلاش وأخوان ميديبأوه نو، أغنية بواسطة جي.ديلا وجورجيا ان مولدرو.
من المقرر أيضاً أن يقوم ديف بتسجيل ألبوم ويتو مع جاي إلكترونيكا بعنوان سيمباتيكو.وسوف يتضمن تسع أغنيات.
ظهر موس ديف مع كيني ويست على أغنية «تو وورلدس» من ألبوم The College Dropout، وأغنية "Drunk And Hot Girls" بالإضافة إلى أغنية «جود نايت» من ألبوم ويست الثالث الرئيسي، Graduation. في عام 2002، قام بإطلاق 12 أغنية فاين، والتي كانت متميزة في الموسيقى التصويرية لفيلم الحركة «السكر البني».
ظهر موس ديف أيضاً على أول ألبوم لصديقه من نيويورك أبوللو هيتس على ألبوم بعنوان "Concern."وفي أكتوبر، وقع عقد مع شركة داونتاون للتسجيلات وظهر على ريميكس لإغنية "D.A.N.C.E." لـ جوستيس. وظهر موس ديف على ألبوم ستيفن مارلي «مايند كونترول» على أغنية «هاي بيبي.» في عام 2009، عمل موس ديف مع مغني الراب الصومالي كنان من أجل إنتاج أغنية «أمريكا» من ألبوم كنان Troubadour.
في نيسان 2008، ظهر على عنوان أغنية لألبومه الجديد بواسطة The Roots بعنوان رايزينج داون. تم اتاحة الأغنية المفردة الجديدة، «الحياة في الوقت الرائع»، رسمياً من خلال iTunes في 4 نوفمبر، 2008 وهي متوفرة من أجل التيار على الموقع الإلكتروني لـ Roots أوكيبلاير.
صمم موس ديف زوجين من طبعة محدودة من أحذية كونفيرس.وتم إطلاق الأحذية لمحلات فوت لوكر في 1 أغسطس، 2009 بكميات محدودة للغاية.
في أواخر عام 2009، أنشأ موس ديف ماركة لخط إنتاج ملابس مع اندركراوان تحت اسم "Mos Def Cut & Sew Collection." وسوف تباع جميع الملابس في المتاجر المختارة الموجودة حول الولايات المتحدة. وموجودة حصرياً على موقع UNDRCRWN.

## حياة التمثيل
درس موس ديف تجربة المسرح في جامعة نيويورك.وبدأ مهنة التمثيل في سن الرابعة عشرة، حيث ظهر في الفيلم التلفزيوني، God Bless the Child، بطولة ماري وننجهام. ثم قام بدور الطفل الكبير في المسرحية الهزلية العائلية الصغيرة، You Take the Kids، بطولة نيل كارتر وروجر أي موسلي.وكان أبرز دور له قبل بدء حياته الموسيقية هو صديق بيل كوسبي في مسلسل التحري القصير، «ألغاز كوسبي». كما قام بالتمثيل عام 1996 في اعلان بطاقة اختيار الفيزاالمميزة لـ ديون ساندرس. في عام 1997 كان له دور صغير مع مايكل جاكسون في فيلم جاكسون الموسيقى القصير «أشباح».
بعد ظهوره القصير في «بامبوزلد» و«كرة الوحوش»،  اعاد موس تنشيط حياته التمثيلية عن طريق قيامه بأداء دور مغني راب موهوب والذي كان لايتردد في التوقيع للعلامة الأصلية في «السكر البني». وتم ترشيحه لجائزة ايمدج وجائزة «تين تشويس».
في عام 2002، قام بدور بوس في Topdog/Underdog لـ سوزان- لوي باركس، الذي رشح لـ توني وفاز بجائزة تمثيل برودواي «بوليتزر». وفاز هو والنجم المساعد جيفري رايت بجائزة خاصة من جوائز «دائرة النقد الخارجي» عن أدائهم المشترك. كما تلقى ملاحظات ايجابية لدوره «لفت اير» الملتوي في بلوكبستر الناجح، «الوظيفة الإيطالية» عام 2003.
ظهر موس ديف في التلفزيون، في البرنامج الكوميدي شارلي شابل،  واستضيف في البرنامج الحواري الحائز على جائزة HBO، ديف بويتري منذ انشائه. تم بث البرنامج على الهواء لمدة ستة مواسم عام 2007.كما أنه ظهر في المسرحية الهزلية زوجتي وأطفالي باعتباره صديق مدرسة قديم لمايكل كايل (ديمون وايانس).
فاز موس ديف بجائزة أفضل ممثل، لفيلم مستق في جوائز بلاك ريل 2005 لتجسيده شخصية المحقق الرقيب. لوساس في "وودس مان. وعن تجسيده لدور فيفيان توماس في فيلم لـ HBO "Something the Lord Made"  تم ترشيحه لجائزة ايمي، والجلولدن جلوب، وفاز بجائزة ايمدج.كما لعب دور قائد فرقة في إنتاج لـ HBO لاكوانا بلوز.ثم هبط بدور فورد بيرفكت في الفيلم المأخوذ 2005 دليل المسافر إلى المجرة.
في عام 2006، ظهر موس ديف في «حفلة حزب ديف شابل» مع صديقه وشريكه في بلاك ستار تاليب كويلي، في حين أنه شارك في أغاني الفيلم أيضاً. موس ديف كان مميز أيضاً كلاعب بانجو أسود في «بيكس سكتش» المغمور من برنامج شابل: «الحلقات الضائعة».وقام بتحريره بعد ذلك على دي في دي. وبالإضافة إلى ذلك، مثل موس ديف في فيلم الأكشن 16 Blocks مع بروس ويليس ودايفيد مورس. وقام بدور ضيف متكرر في باندوكس، ممثلا "Gangstalicious". كما تعين أيضاً أن يكون، توسينت، وهو فيلم عن هيتاين الثوري 2}توسان لوفرتور، أمام دون شيدل وويسلي سنايبس.ظهر بمظهر متخفي- حيث كان يقوم بدور نفسه- في فيلم «ليالي تالاديجا»: ذا بالاد اوف ريكي بوبي.
كما مثل أيضاً في فيلم مايكل جوندري Be Kind Rewind، حيث قام بدور موظف في محل تأجير فيديو والذي كان صديقه المفضل هو النجم المشارك جاك بلاك.
صور موس ديف "تشاك بيري" في فيلم كاديلاك ريكوردس عام 2007،  والذي ترشح بسببه لجائزة بلاك ريل وجائزة ايمدج.وفي الآونة الأخيرة، ظهر في الحلقة الخامسة من "البيت" بعنوان "Locked In." ولاقى اداؤه استقبالاً حسناً، مع E! قائلة أن موس ديف "تقمص أداء ايمي- ورثي."  كما كان أيضاً في فيلم 2009، "اليوم التالي للطيران.

## آراء موس ديف الاجتماعية والسياسية
بحلول أوائل عام 1990، طغت شعبية الوعي الاجتماعي بالهيب هوب الذي اشتهر بكل من A Tribe المسماة بـ كويست، وKRS-One، والعديد من الآخرين بواسطة الـ غانغسنا راب. ويعتبر موس ديف مثله مثل تاليب كويلي، وكومون، وليتل برازر، ومشروعات غونام وأخرين ساعدوا على زيادة الوعي الاجتماعي بتجربة موسيقى الراب وهو شيء من العودة مرة أخرى في نهاية عام 1990 وبداية عام 2000.تم إطلاق تعاون موس ديف مع تاليب كويلي، وبلاك ستار، خلال أعقاب وفاة 2Pac وThe Notorious B.I.G. وركزت على العنف والخداع في الهيب هوب، بالتعاون مع غيرها من الأعمال التي فعلت نفس الشيء.وعبرت موسيقى موس ديف عن ايمانه بالإسلام، وزعمه أن الفنانين السود يُمنحوا ثقة أكثر بقليل بسبب دورهم في ميلاد الروك اند رول.
أظهر موس ديف ولعه بتجريب مستوى جديد، على ألبومه "الخطر الجديد" عام 2004. وكانت معظم الأغاني من ستايل الهيب هوب الخاص بالبلوز والروك، مع القليل من الراب الموجود فيه. مما أدى إلى انصراف بعض المعجبين الذين كانوا متوقعين ألبوم راب مختلف تماماً.كما تميز ألبوم "الخطر الجديد" بالأغنية المثيرة للجدل، "The Rape Over،" وهي محاكاة ساخرة لأغنية جاي زي The Blueprint "إقلاع".مما جعله منصبه يحذف الأغنية من الألبوم، مشيراً إلى موقفه الواضح مع جاي- زي وذا دورز، وهي الفرقة التي التي أُخذت منها الأغنية.أثارت الأغنية جدلاً عبر مرجعها المتخفي وراء المدير التنفيذي لتسجيلات أمريكا- إسرائيل لوير كوهين ("الإسرائيلي الطويل: الذي تولى بعد ذلك رئاسة مجموعة جزيرة ديف جام الموسيقية).
أطلق موس ديف و«التقنيات الخالدة» أغنية مشابهة مثيرة للجدل، «بن لادن» عام 2004، التي ألقت اللوم علىريجان دوكترين والرئيس جورج دبليو بوش عن هجمات 11 سبتمبر، 2001. وتم إطلاق أغنية ريميكس خاصة بالنوادي، مميزة لايمنيم، في السنة المقبلة، عام 2005.
في أيلول / سبتمبر 2005 أطلق موس ديف الأغنية المفردة «كاترينا كلاب،» المعاد تسميتها بـ «دولار داي» «للسحر الحقيقي»، (مستخدماً أدوات فرقة راب نيو اورليانز UTP's "Nolia Clap"). وتعتبر الأغنية عبارة عن انتقاد لاستجابة إدارة بوش لإعصار كاترينا.وفي ليلة جوائز الام تي في ميوزيك، تسحب موس ديف أمام قاعة راديو سيتي للموسيقى على شاحنة مسطحة وبدأ في غناء أغنية «كاترينا تصفق» أمام الحشد الذي تجمع سريعاً حوله.وتم إلقاء القبض عليه على الرغم من أنه كان يمتلك تصريح بالأداء العام.
في 7 سبتمبر 2007، ظهر موس ديف على «الوقت الحقيقي مع بيل ماهر» حيث تحدث عن العنصرية ضد الأفارقة الأمريكين، مشريا إلى استجابة الحكومة تجاه اعصار كاترينا،وجينا 6 وإدانة قتل موميا أبو- جمال.كما عبر موس ديف عن شكوكه العميقة، ذاكراً أن القاعدة لم تكن مسئولة عن أحداث 11 سبتمبر، وأن القاعدة غير مسئولة عن مثل هذا العنف المتهمة به. وظهر في ريل تايم مرة أخرى في 27 مارس، 2009، وتكلم عن خطورة الأسلحة النووية. وقال موس ديف أنه لايستمع لأي من رسائل أسامة بن لادن لأنه لايثق في الترجمات.

## حياته الشخصية
تزوج من ماريا يبس عام 1996.وبعد أن رزق بطفلتيه، شانداني وجوهارا سميث، رفع دعوى بالطلاق عام 2005. وأصبح الطلاق نهائيا في يناير 2008. وباتصاله مع طلاقه من يبس، أقامت شركة المحامة «بلانك روم» دعوى قضائية مطالبة باكثر من 60000 دورلار في فواتير قانونية غير مدفوعة. ومن المتوقع أن يعود موس ديف إلى المحكمة لعدم الامتثال لطلاقه ولعدم دفع نفقات الأطفال.
موس ديف لديه أيضاً ستة أطفال من ثلاث نساء أخرى ات.
في تشرين الأول / أكتوبر 2006، ظهر موس ديف على 4Real، وهو مسلسل وثائقي تلفزيوني. ولظهوره في حلقة «مدينة الإله»، سافر هو وطاقم 4Real إلى مدينة الإله، أحد الأحياء الفقيرة في ريو دي جانيرو، البرازيل، لمقابلة البرازيلي MC MV Bill واكتشاف الجرائم والمشاكل الاجتماعية في المجتمع.
أقلع موس ديف حالياً عن التزلج الذي تعلمه من ابنه إلاجا كولي وقال انه يتطلع إلى استضافة حدث للتزلج في الإمارات العربية المتحدة.

## الترشيحات
- جوائز بلاك موفي
  - 2006 جوائز سورس
- جوائز بلاك ريل عام 2008
  - 2008، أفضل ممثل مساعد: كاديلاك للتسجيلات (مرشح)
  - عام 2003، جائزة أفضل ممثل - مستقل: Civil Brand (مرشح)
  - 2004، أفضل ممثل مساعد: الوظيفة الإيطالية (مرشح)
  - عام 2005، جائزة أفضل ممثل فيلم تلفزيوني / ميني السلسلة : شيء من صنع الرب (مرشح)
  - عام 2005، جائزة أفضل ممثل مستقل : الحطاب
- جائزة إيمي
  - عام 2004، جائزة أفضل ممثل في فيلم تلفزيوني أو مجموعة صغيرة : شيء من صنع الرب (ترشيح)
- جوائز الجولدن جلوب
  - عام 2005، جائزة أفضل ممثل في فيلم تلفزيوني أو مجموعة صغيرة : شيء من صنع الرب (مرشح)
- جوائز غرامي
  - عام 2005، أفضل أداء حضري / بديل : «الجنس والحب والمال» (مرشح)
  - عام 2006، أفضل المناطق الحضرية / البديل الأداء : «غيتو روك» (مرشح)
  - 2007، أفضل أداء راب منفرد : "Undeniable" (مرشح)
- جوائز إيمدج
  - 2009، أفضل ممثل مساعد في الصور المتحركة: كاديلاك للتسجيلات (مرشح)
  - عام 2003، أفضل ممثل مساعد في الصور المتحركة" السكر البني (مرشح)
  - 2005، أفضل ممثل في فيلم تلفزيوني أو حلقات صغيرة: شيء من صنع الرب (مرشح)

## قائمة ألبوماته
- 1998 : النجم الأسود (مع تاليب كويلي)
- 1999 : أسود على كلا الجانبين
- 2004 : الخطر الجديد
- 2006 : السحر الحقيقي
- 2009 : المنتشي

## قائمة أفلامه
| العام | الفيلم                         | الدور                     | ملاحظات |
| ----- | ------------------------------ | ------------------------- | --- |
| 1991  | الطريق الصعب                   | ديد روميوس عضو في العصابة | |
| 1997  | أشباح                          | شخص من المدينة            | |
| 1998  | أين مارلو؟                     | ويلت كراولي               | |
| 1998  | التاريخ الأميركي X             | نزيل سجن                  | |
| 2000  | فريستايل : فن القافية          | شخصيته الحقيقية           | |
| 2000  | Bamboozled                     | أفريكا الكبير الأسود      | سجل أيضاً أغنية للفيلم مع أفراد أخرى من مو موس |
| 2000  | جزيرة الموتى                   | روبي جي                   | |
| 2001  | كارمن : ايه هيب هوبيرا         | ملازم ميلر                | |
| 2001  | كرة الوحش                      | رورس كوبر                 | |
| 2002  | شوتايم                         | الولد الكسول              | |
| 2002  | سيفيل براند                    | مايكل ميدوز               | |
| 2002  | السكر البني                    | كريستوفر 'كريس' Vashawn   | |
| 2003  | الوظيفة الإيطالية              | لفت اير                   | |
| 2004  | الحطاب                         | المحقق لوكاس              | |
| 2004  | شيء صنع الرب                   | فيفيان توماس              | مرشح- جائزة ايمي لأفضل دور رئيسي في الحلقات القصيرة أو فيلم ومرشح لجائزة جولدن جلوب لأحسن أداء لممثل في حلقات قصيرة أو صور متحركة مصنوعة للتليفزيون |
| 2005  | لاكوانا بلوز                   | قائد الفرقة               | |
| 2005  | البندوكس (2005-2008)           | صوت Gangstalicous         | |
| 2005  | اسم كتاب دوجلاس أدمز           | فورد المحافظ              | |
| 2006  | ديف Chappelle 'sكتلة الحزب     | شخصيته الحقيقية           | |
| 2006  | 16 بلوكس                       | إدي بنكر                  | |
| 2006  | ليالي تالاديجا : قصة ريكي بوبي | شخصيته الحقيقية           | كامو |
| 2006  | رحلة إلى آخر الليل             | ويمبا                     | |
| 2007  | أمير بين العبيد                | الراوي                    | |
| 2008  | عودة الكاديلاك                 | مايك                      | |
| 2008  | تسجيلات كاديلاك                | تشاك بيري                 | |
| 2009  | اليوم التالي للطيران           | اريك                      | |
| 2009  | توسان لوفرتور                  | TBA                       | مرحلة ما قبل الإنتاج |
| 2009  | منزل                           | لي                        | نجم ضيف كمريض في الموسم الخامس، الحلقة 19 |

## وصلات خارجية
- موس ديف / دانتي سميث التسجيلات في ديسكوجز.
- موس ديف في جيفين للتسجيلات
- ياسين باي على موقع IMDb (الإنجليزية)
- ياسين باي على موقع روتن توميتوز (الإنجليزية)
- ياسين باي على موقع ألو سيني (الفرنسية)
- ياسين باي على موقع ميوزك برينز (الإنجليزية)
- ياسين باي على موقع ميوزك برينز (الإنجليزية)
- ياسين باي على موقع رولينغ ستون (الإنجليزية)
- ياسين باي على موقع أول موفي (الإنجليزية)
- ياسين باي على موقع قاعدة بيانات برودواي على الإنترنت (الإنجليزية)
- ياسين باي على موقع قاعدة بيانات برودواي على الإنترنت (الإنجليزية)
- ياسين باي على موقع قاعدة بيانات برودواي على الإنترنت (الإنجليزية)
- ياسين باي على موقع قاعدة بيانات برودواي على الإنترنت (الإنجليزية)